# Usingen
Usingen is een gemeente in de Duitse deelstaat Hessen, en maakt deel uit van de Hochtaunuskreis.
Usingen telt 14.722 inwoners.

## Stadsdelen

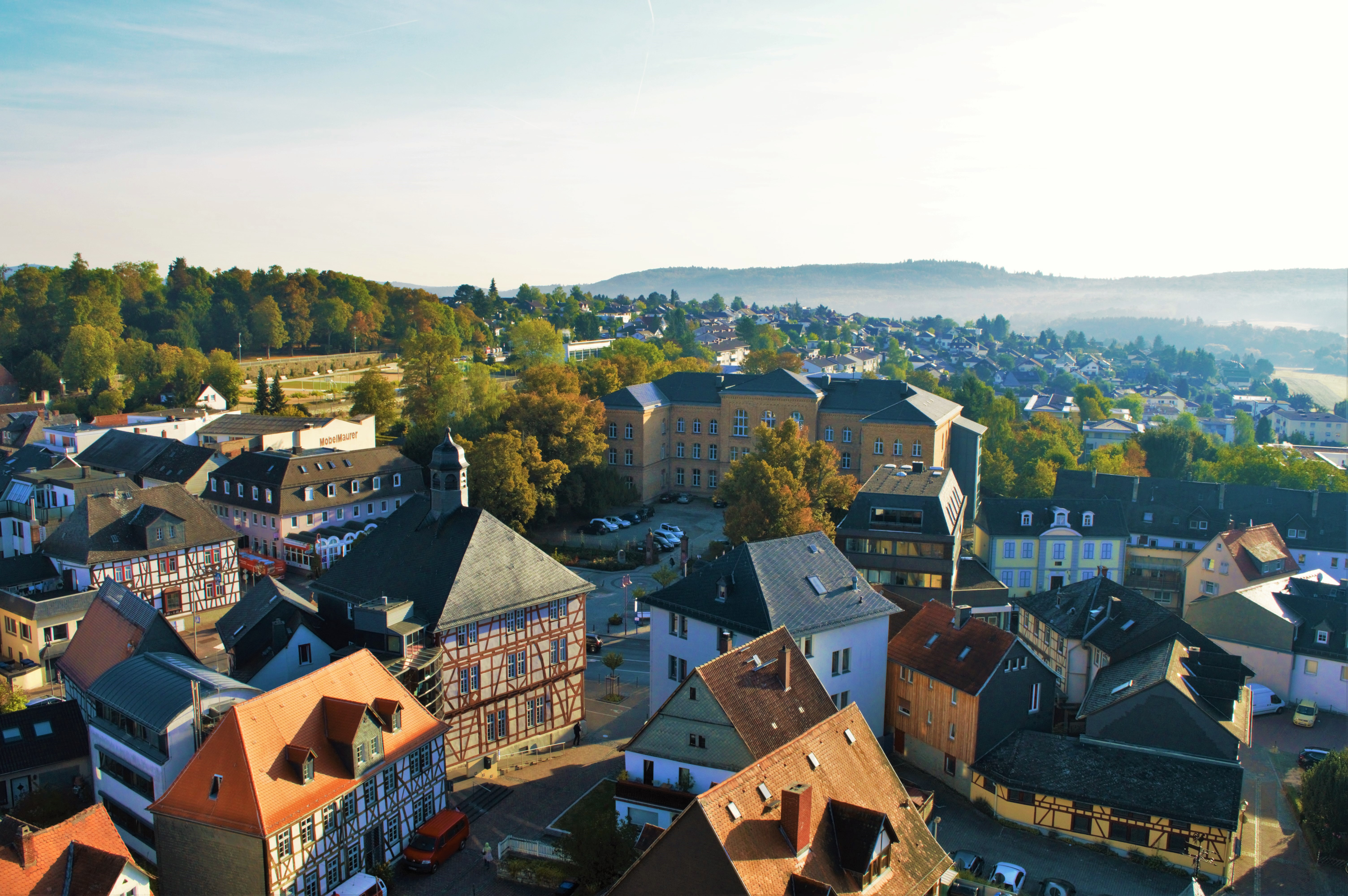
Usingen im Taunus

- Eschbach
- Kransberg
- Merzhausen
- Michelbach
- Usingen
- Wernborn
- Wilhelmsdorf

Bad Homburg vor der Höhe · Friedrichsdorf · Glashütten · Grävenwiesbach · Königstein im Taunus · Kronberg im Taunus · Neu-Anspach · Oberursel · Schmitten · Steinbach · Usingen · Wehrheim · Weilrod